# Ectot-l'Auber
Pour les articles homonymes, voir Ectot et Auber.
Ectot-l'Auber est une commune française située dans le département de la Seine-Maritime, en Normandie.

## Géographie

### Localisation
Ectot-l'Auber est situé dans le pays de Caux.
| Yerville                | Bourdainville |                            |
| Saint-Martin-aux-Arbres | Ectot-l'Auber | Ancretiéville-Saint-Victor |
|                         | Saussay       |                            |

### Hydrographie
La commune est située dans le bassin Seine-Normandie. Elle est drainée par la Saâne,.
La Saâne, d'une longueur de 40 km, prend sa source dans la commune de Yerville et se jette dans la Manche en limite des communes de Sainte-Marguerite-sur-Mer et de Quiberville-sur-Mer, après avoir traversé 24 communes. 

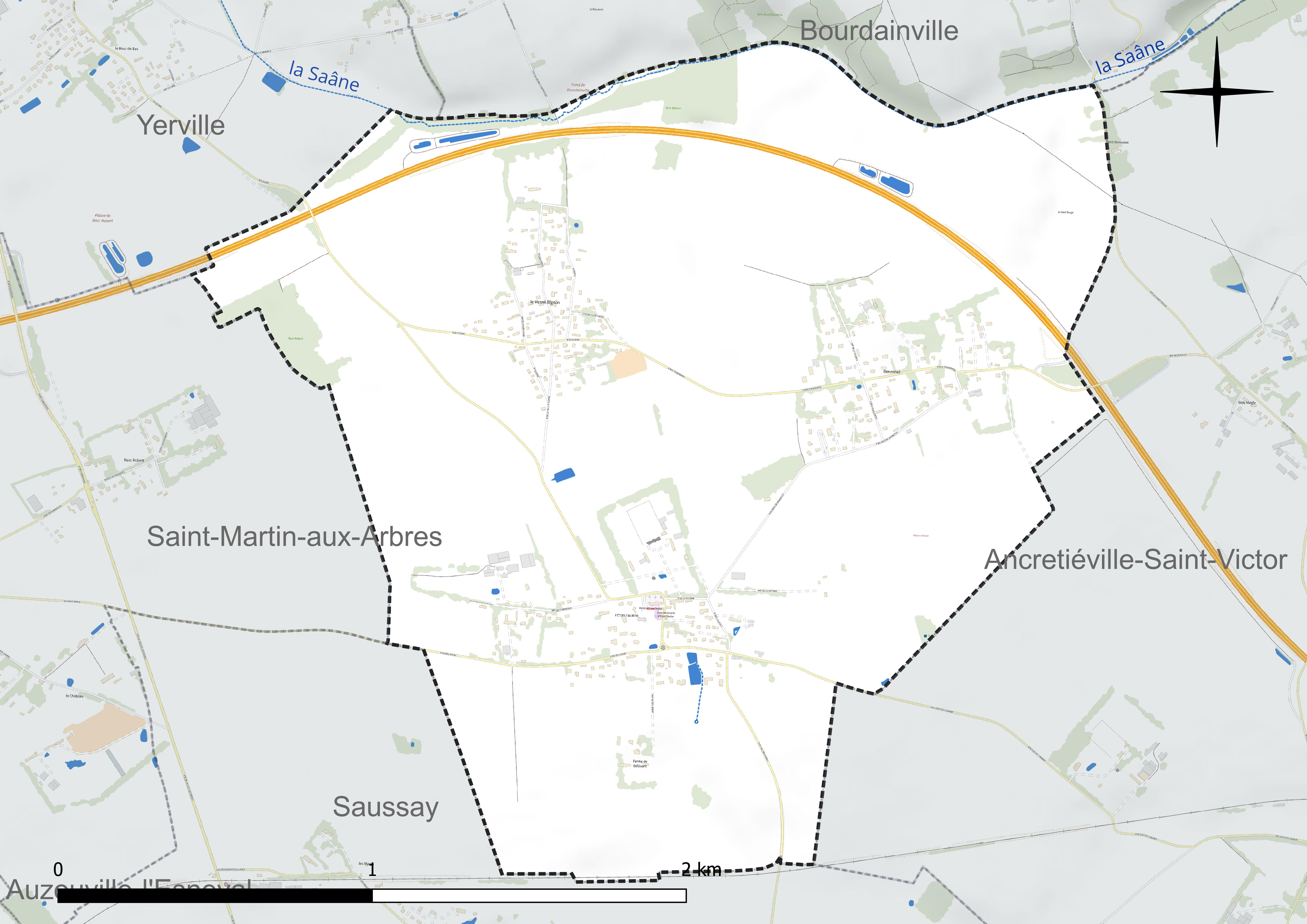
Réseau hydrographique d'Ectot-l'Auber.

### Climat
Pour des articles plus généraux, voir Climat de la Normandie et Climat de la Seine-Maritime.
En 2010, le climat de la commune est de type climat océanique altéré, selon une étude du CNRS s'appuyant sur une série de données couvrant la période 1971-2000. En 2020, Météo-France publie une typologie des climats de la France métropolitaine dans laquelle la commune est exposée à un climat océanique et est dans la région climatique  Côtes de la Manche orientale, caractérisée par un faible ensoleillement (1 550 h/an) ; forte humidité de l’air (plus de 20 h/jour avec humidité relative > 80 % en hiver), vents forts fréquents. Parallèlement le GIEC normand, un groupe régional d’experts sur le climat, différencie quant à lui, dans une étude de 2020, trois grands types de climats pour la région Normandie, nuancés à une échelle plus fine par les facteurs géographiques locaux. La commune est, selon ce zonage, exposée à un « climat maritime », correspondant au Pays de Caux, frais, humide et pluvieux, légèrement plus frais que dans le Cotentin.
Pour la période 1971-2000, la température annuelle moyenne est de 10 °C, avec une amplitude thermique annuelle de 13,9 °C. Le cumul annuel moyen de précipitations est de 954 mm, avec 13,8 jours de précipitations en janvier et 8,9 jours en juillet. Pour la période 1991-2020, la température moyenne annuelle observée sur la station météorologique la plus proche, située sur la commune d'Ectot-lès-Baons à 9 km à vol d'oiseau, est de 10,8 °C et le cumul annuel moyen de précipitations est de 905,5 mm,. Pour l'avenir, les paramètres climatiques de la commune estimés pour 2050 selon différents scénarios d'émission de gaz à effet de serre sont consultables sur un site dédié publié par Météo-France en novembre 2022.

## Urbanisme

### Typologie
Au 1er janvier 2024, Ectot-l'Auber est catégorisée commune rurale à habitat dispersé, selon la nouvelle grille communale de densité à sept niveaux définie par l'Insee en 2022.
Elle est située hors unité urbaine. Par ailleurs la commune fait partie de l'aire d'attraction de Rouen, dont elle est une commune de la couronne,. Cette aire, qui regroupe 317 communes, est catégorisée dans les aires de 200 000 à moins de 700 000 habitants,.

### Occupation des sols
L'occupation des sols de la commune, telle qu'elle ressort de la base de données européenne d’occupation biophysique des sols Corine Land Cover (CLC), est marquée par l'importance des territoires agricoles (100 % en 2018), une proportion identique à celle de 1990 (100 %). La répartition détaillée en 2018 est la suivante : 
terres arables (72,7 %), prairies (15,5 %), zones agricoles hétérogènes (11,8 %). L'évolution de l’occupation des sols de la commune et de ses infrastructures peut être observée sur les différentes représentations cartographiques du territoire : la carte de Cassini (XVIIIe siècle), la carte d'état-major (1820-1866) et les cartes ou photos aériennes de l'IGN pour la période actuelle (1950 à aujourd'hui).

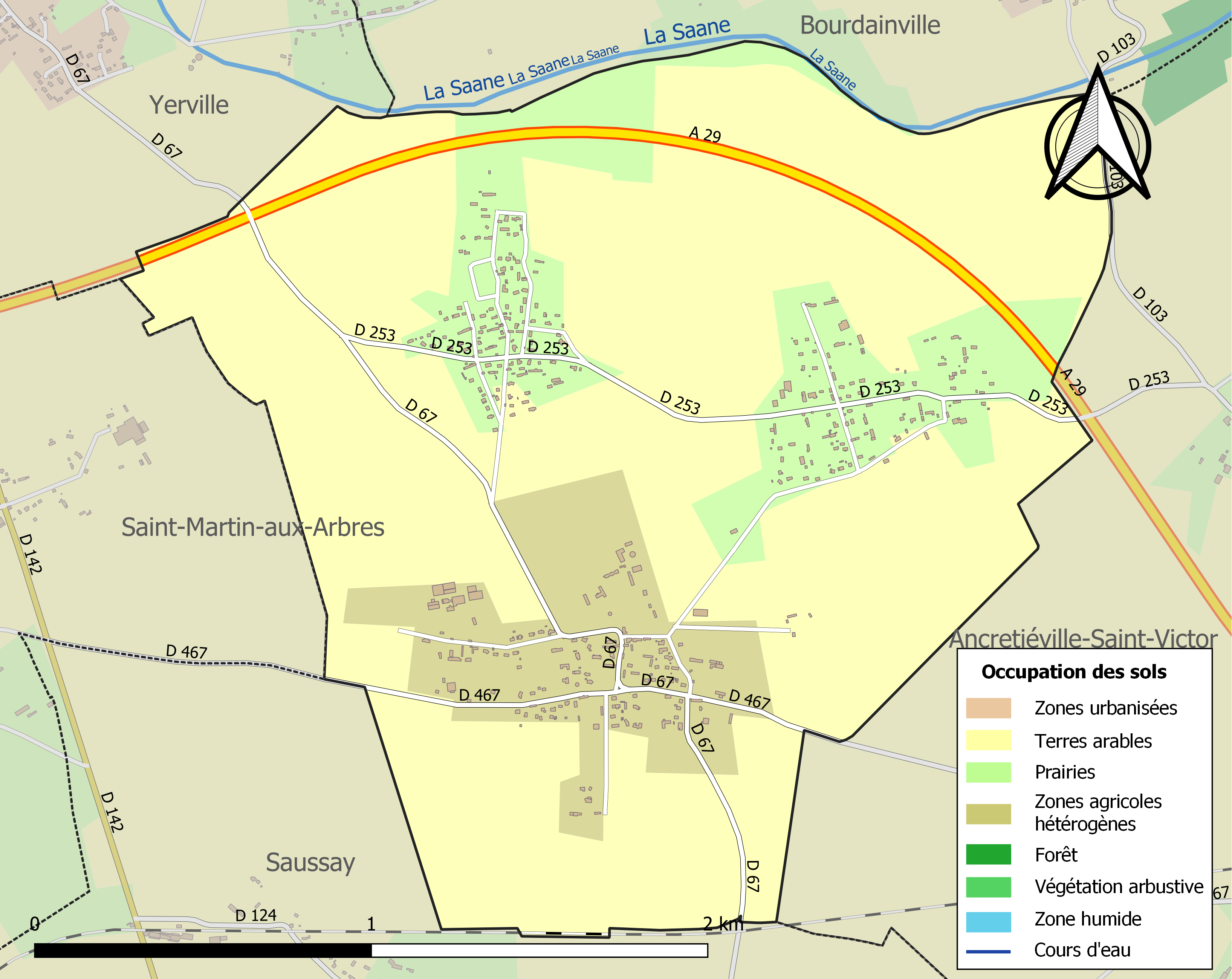
Carte des infrastructures et de l'occupation des sols de la commune en 2018 (CLC).

## Toponymie
Le nom de la localité est attesté sous les formes Esketot en 1046 et 1048 ; Eschetoth et Osbernus d'Eschetoth entre 1055 et 1066 ; Escetot Osberti en 1142 ; Ectot l'Aubé en 1793 ; Ectot-l'Auber en 1801.
Nom d'origine scandinave composé du mot eski, (« frêne ») et de l’appellatif topt, « domaine village ».

## Politique et administration
| Période                                  | Période                    | Identité                 | Étiquette | Qualité                                    |
| ---------------------------------------- | -------------------------- | ------------------------ | --------- | ------------------------------------------ |
| Les données manquantes sont à compléter. |                            |                          |           |                                            |
|                                          | 1826                       | Étienne Guérillon        |           |                                            |
| 1827                                     | 1830                       | M Savoye                 |           |                                            |
| 1830                                     | 1839                       | Jean Baptiste Bié        |           |                                            |
| 1841                                     | 1850                       | M Savoye                 |           |                                            |
| 1851                                     | 1854                       | Jean Baptiste Templier   |           |                                            |
|                                          | 5 janvier 1866 (décès)     | Amand Boulen             |           |                                            |
| 1872                                     | 1887                       | Pierre Étienne Guérillon |           |                                            |
| 1888                                     | 1894                       | Jules Lepicard           |           |                                            |
| 1895                                     | 1919                       | Joseph Adrien Plichet    |           |                                            |
| 1921                                     |                            | M. Sandret               |           |                                            |
| 1933                                     | 1938                       | M. Fabulet               |           |                                            |
| Les données manquantes sont à compléter. |                            |                          |           |                                            |
| mars 1962                                | mars 1983                  | Denise Verhoest          |           |                                            |
| mars 1983                                | mars 1989                  | Michel Leforestier       |           |                                            |
| mars 1989                                | mars 2001                  | Antoine Leforestier      | GE        | Fils de Michel Leforestier Agriculteur     |
| mars 2001                                | mars 2004                  | Roland Beaucamp          |           |                                            |
| mars 2004                                | mars 2008                  | Didier Vantyghem         |           |                                            |
| mars 2008                                | En cours (au 10 août 2020) | Didier Delamare          |           | Agriculteur Réélu pour le mandat 2020-2026 |

## Démographie
L'évolution du nombre d'habitants est connue à travers les recensements de la population effectués dans la commune depuis 1793. Pour les communes de moins de 10 000 habitants, une enquête de recensement portant sur toute la population est réalisée tous les cinq ans, les populations de référence des années intermédiaires étant quant à elles estimées par interpolation ou extrapolation. Pour la commune, le premier recensement exhaustif entrant dans le cadre du nouveau dispositif a été réalisé en 2006.

En 2022, la commune comptait 706 habitants, en évolution de +5,22 % par rapport à 2016 (Seine-Maritime : +0,35 %, France hors Mayotte : +2,11 %).
| 1793 | 1800 | 1806 | 1821 | 1831 | 1836 | 1841 | 1846 | 1851 |
| ---- | ---- | ---- | ---- | ---- | ---- | ---- | ---- | ---- |
| 480  | 480  | 455  | 529  | 562  | 585  | 540  | 556  | 554  |

| 1856 | 1861 | 1866 | 1872 | 1876 | 1881 | 1886 | 1891 | 1896 |
| ---- | ---- | ---- | ---- | ---- | ---- | ---- | ---- | ---- |
| 531  | 520  | 468  | 505  | 448  | 424  | 417  | 399  | 369  |

| 1901 | 1906 | 1911 | 1921 | 1926 | 1931 | 1936 | 1946 | 1954 |
| ---- | ---- | ---- | ---- | ---- | ---- | ---- | ---- | ---- |
| 354  | 367  | 310  | 274  | 253  | 241  | 228  | 242  | 248  |

| 1962 | 1968 | 1975 | 1982 | 1990 | 1999 | 2006 | 2011 | 2016 |
| ---- | ---- | ---- | ---- | ---- | ---- | ---- | ---- | ---- |
| 248  | 241  | 252  | 330  | 376  | 430  | 531  | 590  | 671  |

| 2021 | 2022 | - | - | - | - | - | - | - |
| ---- | ---- | - | - | - | - | - | - | - |
| 703  | 706  | - | - | - | - | - | - | - |

## Culture locale et patrimoine

### Lieux et monuments
- Église Notre-Dame, reconstruite entre 1857 et 1876.

### Personnalités liées à la commune
Jean Godefroy sieur d'Ectot-l'Auber, né avant 1575 à La Trinité-du-Mont, il perdra sa noblesse et ses privilèges, et travaillera pour vivre.
Fils de Laurent Godefroy, avocat au Parlement de Normandie, en exercice le 19 décembre 1585, et de dame Marie le Febvre d'Esquetot et d'Ectot l'Auber, inhumée le 30 août 1635 à Rouen Saint-Lô.

## Héraldique
| Blason de Ectot-l'Auber | Blason  | Tiercé en pairle renversé: au 1er d'azur au frêne d'or, au 2e d'argent au peuplier au naturel, au 2e de gueules à deux léopards d'or, armés et lampassés d'azur, l'un au-dessus de l'autre et accompagnés en pointe d'une burelle ondée d'argent.                                        |
| Blason de Ectot-l'Auber | Détails | Armes parlantes. Le frêne et le peuplier évoquent le nom de la commune : ectot = frêne et auber = peuplier. Les léopards d'or rappellent les armoiries de la Normandie. La burelle ondée symbolise la Saane qui arrose la commune. Créé par JF Binon. Site Internet de la commune, 2025. |